# لويحة شيخوخية

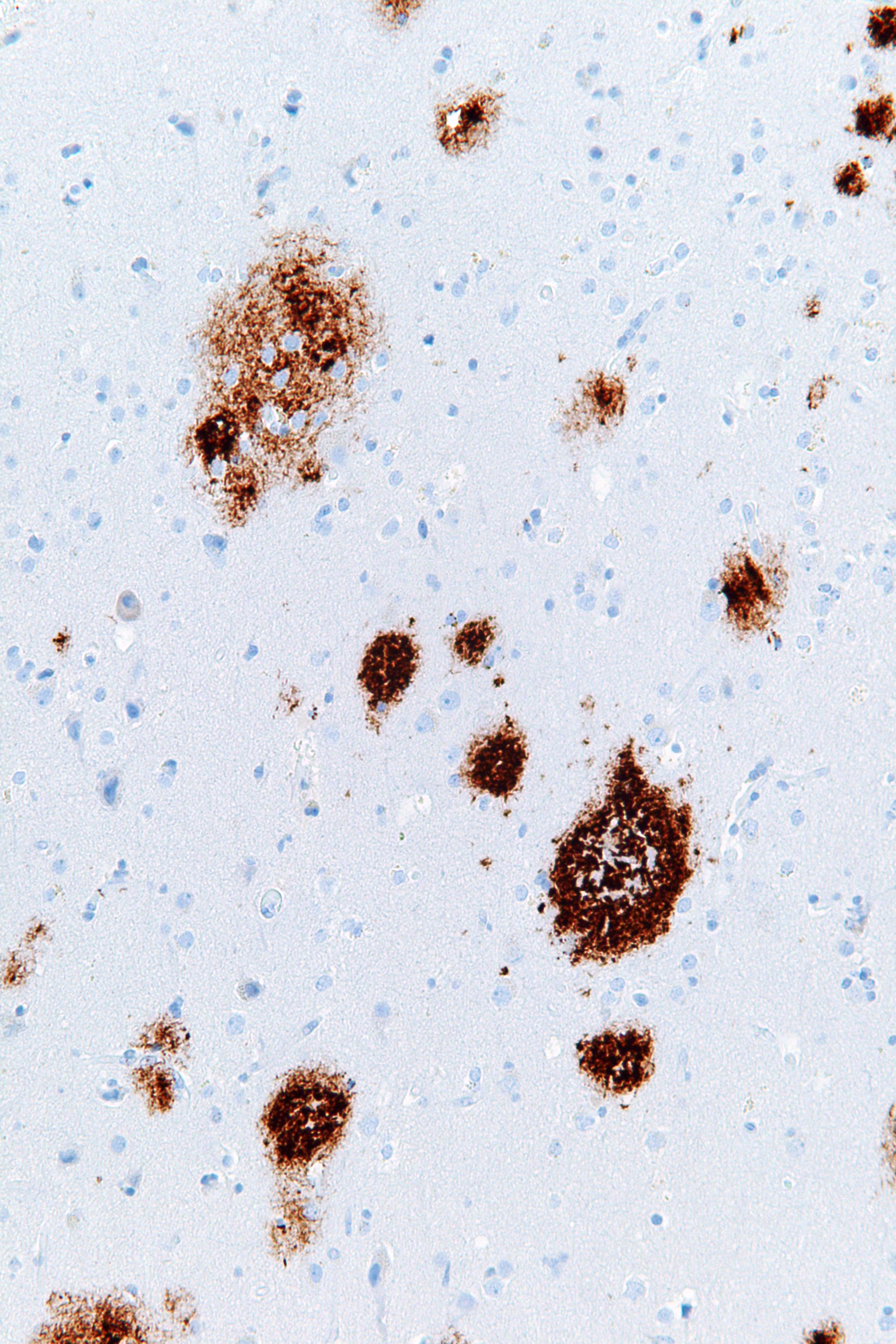
تلوين مناعي لببتيد بيتا النشواني يُظهر لويحات شيخوخية.

اللويحات الشيخوخية وتعرف كذلك باسم اللويحات المحوارية هي رواسب خارج خلوية من ببتيد بيتا النشواني في المادة الرمادية من الدماغ. يمكن أن يكون للبنى العصبية المتنكسة وتوافر الخلايا الدبقية الصغيرة والخلايا النجمية دورٌ في ترسب اللويحات الشيخوخية، ويمكن لهذه الترسبات أن تكون نواتجا للهرم (الشيخوخة). مع ذلك، الأعداد الكبيرة من اللويحات الشيخوخية والتشابكات اللييفية العصبية هي سمات مميزة لمرض الآلزهايمر. تتكون المحوارات غير الطبيعية الموجودة في اللويحات الشيخوخية أساسا من خييطات مزدوجة لولبية، وهي إحدى مكونات التشابكات اللييفية العصبية. تختلف اللويحات في الحجم والشكل وتبلغ في المتوسط 50 ميكرومتر. وفي مرض الآلزهايمر تتكون أساسا من ببتيدات بيتا النشوانية، ويُعتقد أن عديدات الببتيد هذه التي تميل إلى التكدس والتكتل سامة عصبيا.

## التشكل والوصف
توجد تراكيز من البروتين الطليعي للنشواني في مشابك العصبونات وتمتد هذه البروتينات عبر الغشاء البلازمي. ببتيد بيتا النشواني جزء من تسلسل هذا البروتين الطليعي.
عند تكون اللويحات الشيخوخية، يتم قص بيتا النشواني من البروتين الطليعي للنشواني. ورغم وجود ثلاث إنزيمات يمكنها معالجة البروتين الطليعي، فقط بيتا سيكريتاز وغاما سيكريتاز هما اللذان لهما دور مباشر في تكون اللويحات. β-سيكريتاز (BACE) هو إنزيمُ بروتيازٍ وظيفته قص البروتينات والببتيدات. يقص هذا البروتيازُ البروتينَ الطليعي (APP) في النطاق السيتوبلازمي لإنتاج بروتين طليعي بيتا قابل للذوبان (sAPPβ) وبروتين مرتبط بالغشاء C99. بعد ذلك يقص غاما سيكريتاز البروتين C99 لإنتاج نطاق بروتين طليعي داخل خلوي وببتيد بيتا النشواني (AICD). الذي يحرر إلى الحيز خارج الخلوي. بعد ذلك يشكل تراكم بيتا النشواني خارج المشابك العصبية كتلة من اللويحات المتجمعة التي تعرقل الاتصالات بين خلايا الدماغ وتؤثر على وظيفتها الطبيعية.
تكوُّن قطع بيتا النشواني ظاهرة طبيعية في جسم الإنسان، لكن تراكم بيتا النشواني الذي يؤدي إلى تشكل رواسب لويحية هو الظاهرة غير المألوفة. ورغم أن سبب هذا الشذوذ غير معروف إلا أن البحوث كشفت أن بعض أنواع بيتا النشواني التي تختلف في الطول ببضع أحماض أمينية هي التي تتراكم بسهولة، وأن هذه الأنواع أكثر إمراضا.